# Marcusenius nyasensis
Marcusenius nyasensis är en fiskart som först beskrevs av Worthington, 1933.  Marcusenius nyasensis ingår i släktet Marcusenius och familjen Mormyridae. Inga underarter finns listade i Catalogue of Life.